# Арколе
А̀рколе (на италиански и на венециански: Arcole) е градче и община в Северна Италия, провинция Верона, регион Венето. Разположено е на 27 m надморска височина. Населението на общината е 6191 души (към 2015 г.).